# Juan Montes Torrecilla
Juan Montes Torrecilla (Morille, 25 de febrer de 1964) és un exfutbolista castellanolleonès, que ocupava la posició de defensa. És germà del també futbolista Miguel Montes Torrecilla.

## Trajectòria
Va començar a destacar al Reial Valladolid, amb qui va debutar en Primera a la temporada 84/85. A l'any següent ja es fa amb la titularitat a l'equip blanc-i-violeta, condició que mantindria les tres temporades que romandria a Valladolid.
El 1988 fitxa per l'Atlètic de Madrid, però no va gaudir de massa oportunitats al conjunt matalasser, tot jugant 22 partits el primer any i només 2 al següent. No compta per a l'Atlético i marxa al CD Tenerife, amb qui juga 28 partits de la temporada 90/91. Però, a les Canàries la seua aportació va de més a menys i tan sols disputa set partits la temporada 92/93.
L'estiu de 1993 recala al Racing de Santander. És titular eixa campanya a l'equip càntabre, però de nou, la seua aportació va minvant segons passen les campanyes, i només apareix en quatre ocasions la temporada 96/97, campanya en què deixa el Racing i el futbol d'elit.
En total, Torrecilla ha sumat 251 partits i 5 gols en primera divisió.